# Carlos Delfino
Carlos Delfino (Santa Fe, 29 augustus 1982) is een Argentijns-Italiaans basketballer. Zijn zus Maria Florencia Delfino is een volleybalster.

## Carrière
Hij begon zijn professionele carrière in de Argentijnse competitie en speelde in het seizoen 1998-1999 voor Olímpia de Venado Tuerto en het seizoen daarop voor Unión de Santa Fe.
Hij is bekend onder de bijnamen "Cabeza" (Hoofd), "Lancha" (Boot), en "Quesón" (Grote kaas).
Vanaf het seizoen 2000-2001 verhuisde hij naar Italië waar zijn grote basketbal talent explodeerde en, net als Ginóbili voor hem, speelde Delfino ook zijn eerste twee seizoenen in de rangen van Viola Reggio Calabria, maar terwijl Manu na Reggio Calabria naar Virtus Bologna verhuisde, speelde Delfino in plaats daarvan van de zomer van 2002 tot 2004 in het shirt van Fortitudo, het andere team van Bologna. Tijdens zijn Bologna-avontuur bereikte hij twee finales van de kampioenschappen en de finale van de EuroLeague (verloren van Maccabi Tel Aviv).
Sinds 2004 speelt hij in de NBA bij de Detroit Pistons (gekozen als nummer 25 in de eerste ronde van de draft), waar hij echter nooit heeft geschitterd en zeer weinig heeft gespeeld, zowel onder Larry Brown als onder Flip Saunders, zowel omdat er kampioenen als Richard Hamilton en Tayshaun Prince in zijn rol zaten, als ook vanwege ernstige knieproblemen.
In juni 2007 werd hij door de Toronto Raptors overgenomen in ruil voor de tweede keus in de drafts van 2009 en 2010 en bij de Raptors kon hij zich het beter uitdrukken omdat hij meer ruimte had.
In de zomer van 2008 stapte hij, samen met Toronto teamgenoot Jorge Garbajosa, over naar Khimki, een ploeg die in de Russische Superliga A speelt, en tekende een vorstelijk contract.
Op 18 augustus 2009 ruilden de Raptors, die nog steeds de rechten op de speler hadden, hem en Roko Ukić aan de Milwaukee Bucks in ruil voor Amir Johnson en Sonny Weems.
Na drie goede seizoenen in Wisconsin wordt hij in de zomer van 2012 free agent en aanvaardt hij het aanbod van de Houston Rockets, maar tijdens de play-offs van 2012-2013 blesseert hij zich ernstig aan zijn voet bij een contact met Kevin Durant. Op 30 juni 2013 werd hij officieel een free agent.
In juli 2013 tekent hij een driejarig contract bij de Milwaukee Bucks, maar hij speelt geen enkele wedstrijd vanwege een nieuwe voetoperatie. In augustus 2014 verkaste hij via een ruil naar de Los Angeles Clippers, maar al in diezelfde week werd hij vrijgelaten om salarisruimte vrij te maken.
In de zomer van 2017 sluit Delfino zich aan bij Saski Baskonia voor het voorseizoen, later wordt hij ook bevestigd voor het seizoen op 27 september 2017. Hij tekende bij Auxilium Torino voor het seizoen 2018-19.
Eind december 2018 heeft Delfino een gewelddadige woordenwisseling met vice-voorzitter Francesco Forni, na de thuisnederlaag tegen Avellino, waarbij hij door de vice-voorzitter zelf wordt beschuldigd van gewelddadig gedrag. Van zijn kant heeft de Argentijn publiekelijk beweerd dat hij slechts enkele teamgenoten heeft verdedigd tegen onterechte beschuldigingen, die door diezelfde Forni hard zijn bekritiseerd. Juist vanwege deze gebeurtenissen wordt Delfino op 10 januari 2019 ontslagen door Auxilium Torino.
Op 27 februari 2019 keert Delfino na een volle vijftien jaar terug in het shirt van Fortitudo Bologna.
In 2020 tekent hij een eenjarig contract bij Victoria Libertas Pesaro. In de eerste wedstrijd van de Italiaanse Supercup 2020 tegen Brindisi (gespeeld in het Geopalace in Olbia), scoort hij 19 punten en wordt hij verkozen tot MVP van de wedstrijd.

## Erelijst
- Olympische Spelen: 1x , 1x
- FIBA Diamond Ball: 1x , 1x
- FIBA AmeriCup: 1x , 1x
- Zuid-Amerikaans kampioenschap: 1x